# CHIME-Syndrom
Das CHIME-Syndrom, Akronym für Colobom, Herzfehler, Ichthyosis-artige Dermatitis, Mentale Retardierung und Epilepsie, ist eine sehr seltene angeborene Erkrankung mit den Hauptmerkmalen einer wandernden Dermatose, beidseitigem Kolobom, Schallleitungsschwerhörigkeit, Krampfanfall, geistige Retardierung und Gesichtsauffälligkeiten.
Synonyme sind: Neuroektodermales Syndrom; Dysplasie, neuroektodermale, Typ CHIME; Kohlenhydrat-defizientes Glykoprotein-Syndrom durch PIGL-Mangel; Kolobom-kongenitale Herzkrankheit-ichthyosiforme Dermatose-Intelligenzminderung-Ohrenanomalien; Neuroektodermales Syndrom Typ Zunich; PIGL-CDG; Zunich-Kaye-Syndrom; englisch Zunich neuroectodermal syndrome
Die Bezeichnung bezieht sich auf die Autoren der Erstbeschreibung aus dem Jahre 1983 durch die US-amerikanischen Ärztinnen Janice Zunich und Celia I. Kaye.

## Verbreitung
Die Häufigkeit wird mit unter 1 zu 1.000.000 angegeben, die Vererbung erfolgt autosomal-rezessiv.

## Ursache
Der Erkrankung liegen Mutationen im PIGL-Gen am Genort 17p11.2 zugrunde.

## Klinische Erscheinungen
Klinische Kriterien sind:
- Kraniofaziale Anomalien wie Brachyzephalie, mongoloide Lidachse, blassblaue Iris, Hypertelorismus, abgeflachtes Mittelgesicht und Philtrum, nach vorne zeigende Nasenlöcher, breiter Mund
- Zahnauffälligkeiten, weit auseinander stehend und quadratisch

Hinzu können Gaumenspalte, Herzfehler, Trichterbrust oder zusätzliche Brustwarzen kommen.

## Therapie und Prognose
Die Hautveränderungen sprechen gut auf eine Behandlung mit Isotretinoin an.
Die geistige Retardierung ist ausgeprägt, die epileptischen Anfälle nehmen nach der Pubertät zu und die narbenlosen Hautausschläge werden chronisch.